# Hysterica
Hysterica é uma banda de heavy metal de Estocolmo composta somente por mulheres. Foi fundada em 2005. No ano de 2006 gravaram sua primeira demo, lançada com o mesmo nome da banda. Depois de vários anos de shows, em 2009 foi lançado o seu primeiro CD, MetalWar.

## Discografia

### Álbuns de estúdio
- MetalWar (2009)
- The Art of Metal (2012)

### Demo
- Hysterica (2006)

## Páginas externas
- Site Oficial
- Myspace Oficial
- Facebook Oficial